# 边境警卫队

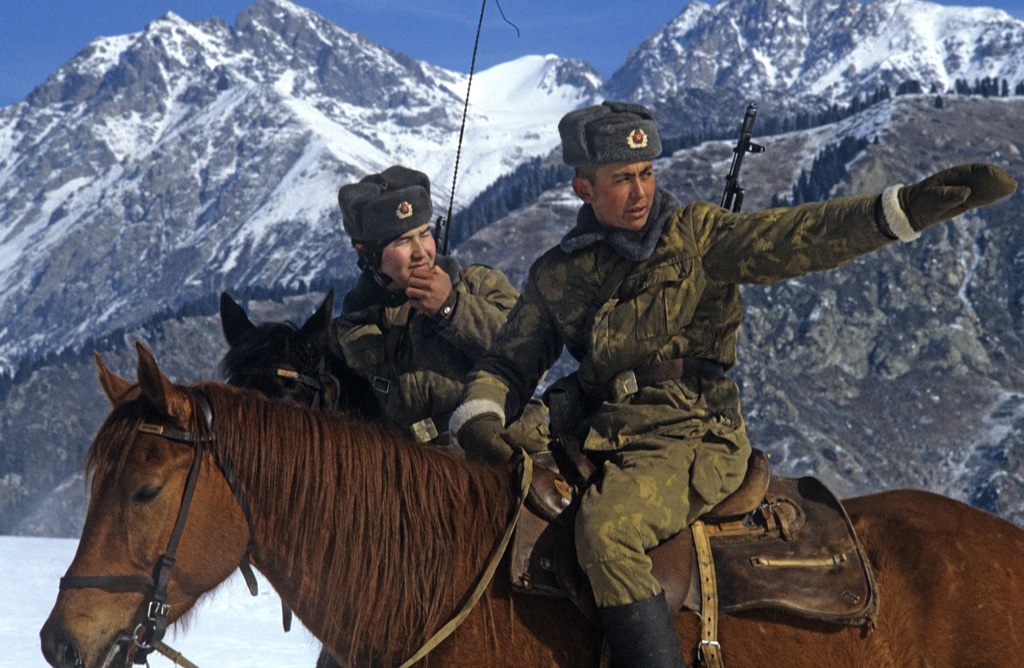
苏联边防军在霍尔果斯苏中边境哨所骑马巡逻

边境警卫队又名边境防卫队，是隶属政府或军队的国家安全机构。其主要任務是執行邊境管制、防止非法人员及物品出入境。一些国家的边境警卫队还履行海岸警卫队（如德国、意大利或乌克兰）和救援服务职责。

## 职务
- 管制和保卫国家边界；
- 管制过境人员、车辆和旅行证件；
- 防止人员、车辆、货物非法越境；

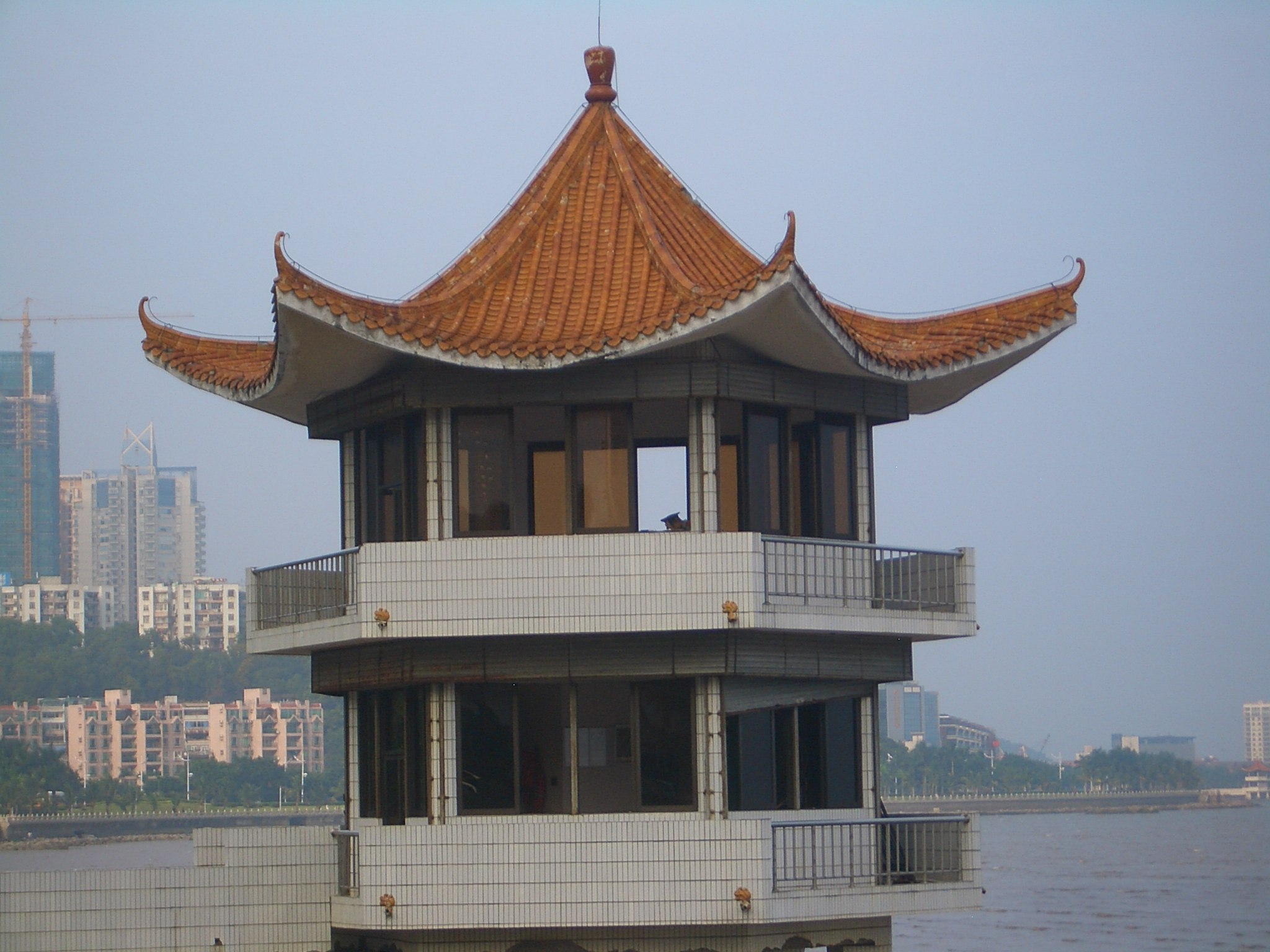
中国广东省珠海市公安局海防管理支队的边境哨所

- 管制违禁或受限物品（例如武器、弹药、毒品、药品、有毒物质）的跨境运输；
- 监督和管制外国人居留规定、签证制度的执行情况；
- 防止不法分子绕过海关控制，在边境运输物品；
- 调查与侵犯国家边界有关的案件；
- 防止犯罪分子、监狱囚犯为逃避本国司法制裁而前往外国；
- 与国内外执法机构合作，打击有组织犯罪、恐怖主义等非法活动；
- 对边境标志的维护进行核查报告；
- 执行移民管理工作；
- 协助执行海关工作；
- 在战时辅助军队的行动。

## 各國边境警卫队
- 中華民國（臺灣）：內政部移民署、財政部關務署
- 中华人民共和国：国家移民管理局、中华人民共和国海关总署、中国人民解放军陆军边防、海防部队
  -  香港：入境事務處、香港海關、邊界警區
  -  澳門：治安警察局
- 马来西亚：马来西亚移民局、边境安全局、海事执法局
- 新加坡：移民与关卡局
- 俄羅斯：俄罗斯边防军
- 日本：法務省出入國在留管理廳
- 大韓民國：法务部出入境管理局、关税厅
- 欧盟：边境和海岸警卫局
- 英国：边境部队
- 美国：美國海關及邊境保衛局[1]、美国公民及移民服务局
- 加拿大：加拿大边境服务局
- 德国：聯邦警察、海关总署
- 法國：海关和间接税总局、边境警察中央局
- ：澳大利亚边境部队[2]
- 乌克兰：乌克兰国家边防局